# Niwrka Tejeda

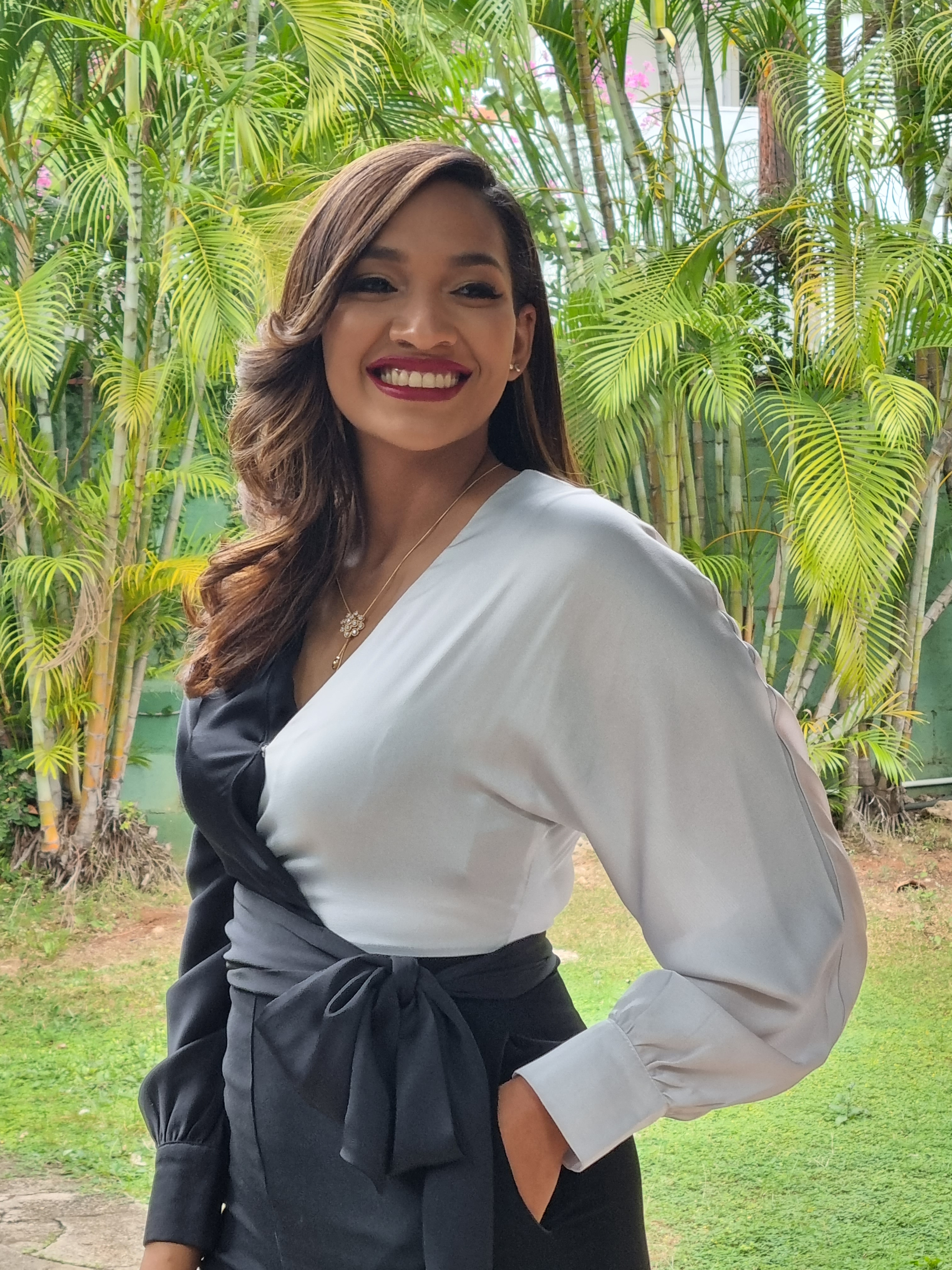
Niwrka Tejeda, 2022. Premio Nacional de la Juventud Dominicana, empresaria y conferencista.

Niwrka Miguelina Tejeda Feliz (Barahona, República Dominicana, 9 de febrero de 1991) es una arquitecta, empresaria y conferencista dominicana, ganadora de múltiples premios locales, con incidencia nacional e internacional mediante diversos proyectos de desarrollo.

## Biografía

### Desarrollo académico
Creció en Polo, un pequeño municipio de la provincia de Barahona en República Dominicana, donde vivió parte de su niñez y cursó los primeros niveles de escolarización, siendo todavía muy joven Niwrka fue trasladada a Santo Domingo, donde terminó sus estudios medios con el mérito de excelencia académica de su promoción. Ingresó a la Pontificia Universidad Católica Madre y Maestra (PUCMM) en el año 2008, en la carrera de arquitectura, que finalizó en el año 2014, demostrando aptitudes de liderazgos e interés por el urbanismo.
Posteriormente, hizo el máster en Arquitectura Avanzada y Urbanismos Ambientalmente Sostenible de la Escuela Técnica Internacional EADIC y la Universidad a Distancia de Madrid (2019 – 2020); cursó el máster en Dirección y Administración de Empresas Ejecutivo de la Universidad Rey Juan Carlos y Vertice Business School (2017- 2018).

### Trabajos y proyectos
En el 2012, al terminar su pasantía, fue contratada como asistente técnico para un proyecto de Desarrollo Municipal financiado por el Banco Mundial y liderado por el Ministerio de Economía, Planificación y Desarrollo de la República Dominicana, allí el arquitecto Leopoldo Arnaiz Eguren descubrió las aptitudes de liderazgo de Niwrka, haciéndola responsable de un proyecto de fortalecimiento para 26 gobiernos locales donde contrató y lideró un equipo de más de 150 personas. Luego del éxito de este proyecto fue nombrada directora técnica de la delegación dominicana de la consultora Arnaiz & Partners (hoy ARNAIZ). Al éxito de este trabajo le sucedieron otros de Gestión Tributaria en varios municipios de la República Dominicana.
Pasar de practicante (pasante) a empresaria a pesar de la falta de oportunidades a la juventud en República Dominicana y Latinoamérica, la motivó a desarrollar el Centro Tecnológico Territorial junto al Instituto Arnaiz de Estudios e Investigación, fortaleciendo gobiernos locales de Brasil, Colombia y de República Dominicana y formando a más de 400 jóvenes. Adicionalmente, imparte conferencias en eventos municipalistas, académicos y comunitarios.
Actualmente es la representante del Instituto Arnaiz en República Dominicana y la directora de formación del Proyecto ODS Municipal en Latinoamérica, este último busca formar a 12 mil jóvenes de la región en desarrollo territorial y digitalización de la información municipal en su primer programa (2021-2022) y proporcionar una primera experiencia laboral a un millón de jóvenes para el 2030.
En el área de diseño arquitectónico, junto al arquitecto Leopoldo Arnaiz Eguren, ha formulado y gestionado proyectos habitacionales de bajo costo como Ciudad Miraflores, Ciudad Levante y Ágora, que sumarían más de diez mil unidades habitacionales en República Dominicana.
Simultáneamente Niwrka dirige otras empresas y emprendimientos del área de servicios y negocios familiares.

## Incidencia pública
Ante la resistencia de varias instituciones y personalidades públicas a las innovadoras propuestas de desarrollo con jóvenes, Niwrka ha promovido sus innovaciones en decenas de medios de comunicación y mediante publicaciones como ‘Integración de Cabildos y Universidades en el Desarrollo Local’ (2018). También ha sido candidata a posiciones de la Sociedad de Arquitectos de la República Dominicana (SARD).
Hoy produce y conduce el vídeoblog “Q'Ciudad!”, transmitido por YouTube e Instagram, donde promueve una ciudadanía responsable y valores cívicos a la juventud.

## Premios y Reconocimientos
- 2022 - Ganadora del Premio Nacional de la Juventud por Superación Profesional.[24][1]
- 2020 - Reconocimiento del Ministerio de la Juventud, “Merito a Logros y Superación Profesional”.[12]
- 2020 - Reconocimiento por el Colegio Dominicano de Ingenieros, Arquitectos y Agrimensores (CODIA) - Profesional Meritoria.[25][12]
- 2019 - Reconocimiento por la Pontificia Universidad Católica Madre y Maestra PUCMM - Egresado Meritorio.[12]

## Vida personal
Niwrka está casada con Gilberto Acosta desde el año 2017, con quien ha procreado dos hijos: Santiago y Diego.